# Alicate de bico redondo

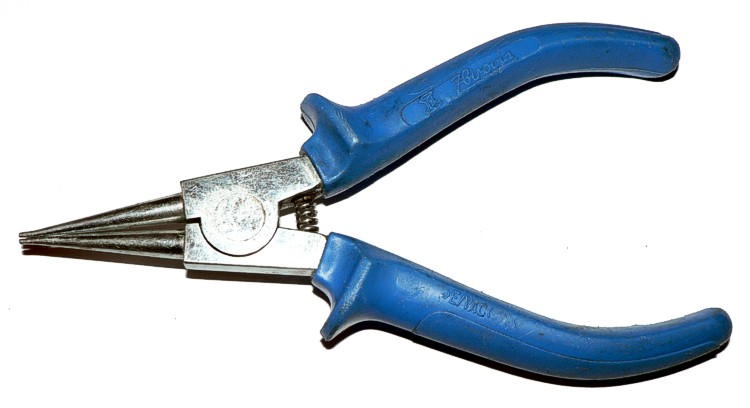

Alicates de bico redondo são um tipo de alicate caracterizado por seu bico arredondado.

## Usos
Eles são mais comumente usados para a criação de curvas em pedaços de arame por eletricistas e joalheiros.

## Tipos
Muitas vezes, esse alicate possui cabos isolados para a segurança do trabalho com fios elétricos, uma mola para retornar o alicate à posição original, e cabos confortáveis para torná-lo de fácil manipulação.
Outros tipos particularmente favorecidos por joalheiros possuem variações, tais como a combinação de um bico chato com um redondo para fabricar correntes, ou bicos  desiguais, de modo que ambos são redondos mas são de tamanhos diferentes. Este tipo é usado para fazer diversos itens de vestuário relacionados a joias e bijuterias.